# Хешмаш (комуна)
Хешмаш (рум. Hășmaș) — комуна у повіті Арад в Румунії. До складу комуни входять такі села (дані про населення за 2002 рік):
- Агрішу-Мік (203 особи)
- Ботфей (264 особи)
- Кліт (95 осіб)
- Коменешть (128 осіб)
- Урвішу-де-Беліу (281 особа)
- Хешмаш (489 осіб) — адміністративний центр комуни

Комуна розташована на відстані 388 км на північний захід від Бухареста, 69 км на північний схід від Арада, 120 км на захід від Клуж-Напоки, 105 км на північний схід від Тімішоари.

## Населення
За даними перепису населення 2002 року у комуні проживали 1460 осіб.
Національний склад населення комуни:
| Національність | Кількість осіб | Відсоток |
| -------------- | -------------- | -------- |
| румуни         | 1404           | 96,2%    |
| цигани         | 53             | 3,6%     |
| німці          | 2              | 0,1%     |
| українці       | 1              | 0,1%     |

Рідною мовою назвали:
| Мова       | Кількість осіб | Відсоток |
| ---------- | -------------- | -------- |
| румунська  | 1456           | 99,7%    |
| циганська  | 2              | 0,1%     |
| українська | 1              | 0,1%     |
| німецька   | 1              | 0,1%     |

Склад населення комуни за віросповіданням:
| Релігія            | Кількість осіб | Відсоток |
| ------------------ | -------------- | -------- |
| православні        | 1058           | 72,5%    |
| баптисти           | 173            | 11,8%    |
| адвентисти         | 148            | 10,1%    |
| п'ятдесятники      | 68             | 4,7%     |
| не релігійні       | 5              | 0,3%     |
| греко-католики     | 3              | 0,2%     |
| не вказали релігію | 3              | 0,2%     |